# Camponotus liogaster
Camponotus liogaster é uma espécie de inseto do gênero Camponotus, pertencente à família Formicidae.